# Petter Silfverskiöld

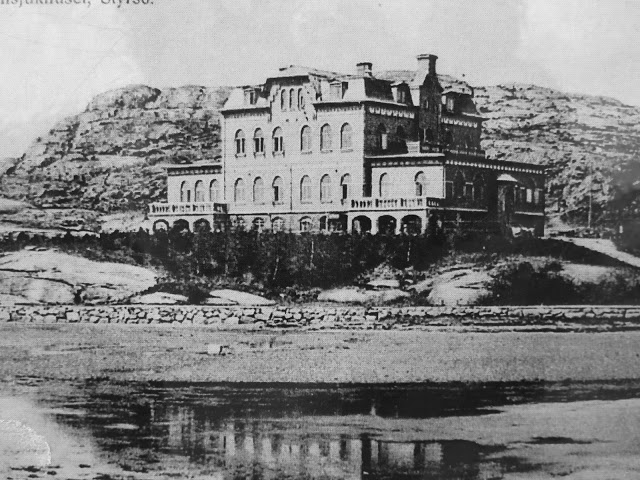
Styrsö kustsjukhus där Silfverskiöld var föreståndare under åren 1908−1924.

Petter Didrik Silfverskiöld, ibland även kallad Peter, född den 12 juni 1854 i Råda, Skaraborgs län, död den 3 augusti 1940 i Styrsö församling, Bohuslän, var en svensk läkare verksam på Styrsö i Göteborgs skärgård, där han startade vårdinrättningen Styrsö kustsjukhus. 

## Biografi
Petter Silfverskiöld var son till överstelöjtnant Pehr Silfverskiöld och Isabella Sofia Mathilda Ramsay samt far till läkaren Nils Silfverskiöld.
Han avlade studentexamen i Skara 1872, medicine kandidat vid Uppsala universitet 1878, medicine licentiat vid Karolinska institutet 1881. Han var andre läkare vid Kronprinsessan Lovisas vårdanstalt 1880–1881, vid Allmänna och Sahlgrenska sjukhuset i Göteborg 1882–1885 och praktiserande läkare i Göteborg från 1885, med inriktning på barnsjukdomar.
1882 besöktes han Styrsö och 1890 startade han en havskuranstalt för skrofulösa barn, det vill säga en verksamhet som gav vård till barn med tuberkulos om sommaren. Verksamheten huserade från början i en fiskarstuga på Tången, men 1893 stod ett sommarsjukhus i trä färdigt. Där pågick verksamheten i 18 år under Silfverskiölds ledning. I juni 1908 invigdes Styrsö kustsjukhuset, en ståtlig tegelbyggnad i fyra våningar där Silfverskiöld var föreståndare fram till 1924. Utöver detta var han skolläkare vid Göteborgs högre realläroverk och Göteborgs högre latinläroverk samt läkare vid lungsotssanatoriet Haralds minne till 1908. Han var stiftare av alkoholistanstalten Solvik på Styrsö och läkare där 1908–1917. Han företog studieresor till flera europeiska länder för att studera barnsjukdomar och havskuranstalter för tuberkulossjuka barn.
Samma år som han påbörjade verksamheten på Styrsö blev han vald till ordförande för Göteborgs läkaresällskap.
Silfverskiöld var engagerad i en rad föreningar och dylikt, bland annat var han ordförande i styrelserna för Sällskapet för friluftslekar och för Sällskapet Jultomtarne.
Silfverskiöld ligger begravd på Styrsö kyrkogård. År 1980 bildades "Stiftelsen Petter Silfverskiölds Minnesfond".